# Adala
Az Adala valószínűleg germán eredetű név, az adal szó származéka, de lehet az adal névelemet tartalmazó nevek (Adelheid, Adelgunda) rövidülése is.  Jelentése: nemes.

## Gyakorisága
Az újszülötteknek adott nevek körében az 1990-es években szórványosan fordult elő. A 2000-es és a 2010-es években sem szerepelt a 100 leggyakrabban adott női név között.
A teljes népességre vonatkozóan az Adala sem a 2000-es, sem a 2010-es években nem szerepelt a 100 leggyakrabban viselt női név között.

## Névnapok
ajánlott névnap:  január 29., december 24.